# RFL Championship 1937-38
El Championship de 1937-38 fue la 43.º edición del torneo de rugby league más importante de Inglaterra.

## Formato
Los equipos se enfrentaron en formato de todos contra todos, los primeros cuatro equipos clasificaron a postemporada.
Se otorgaron 2 puntos por cada victoria, 1 por el empate y 0 por la derrota.

## Desarrollo

### Tabla de posiciones
| Pos. | Equipo                    | Encuentros | Encuentros | Encuentros | Encuentros | Tantos | Tantos | Puntos |
| Pos. | Equipo                    | PJ         | PG         | PE         | PP         | F      | C      | Puntos |
| ---- | ------------------------- | ---------- | ---------- | ---------- | ---------- | ------ | ------ | ------ |
| 1    | Hunslet FC                | 36         | 25         | 3          | 8          | 459    | 301    | 53     |
| 2    | Leeds Rhinos              | 36         | 25         | 2          | 9          | 530    | 227    | 52     |
| 3    | Swinton Lions             | 36         | 24         | 2          | 10         | 392    | 198    | 50     |
| 4    | Barrow Raiders            | 36         | 25         | 0          | 11         | 447    | 260    | 50     |
| 5    | Warrington Wolves         | 36         | 23         | 1          | 12         | 534    | 286    | 47     |
| 6    | Salford Red Devils        | 36         | 23         | 1          | 12         | 493    | 293    | 47     |
| 7    | Castleford Tigers         | 36         | 23         | 1          | 12         | 481    | 320    | 47     |
| 8    | Widnes Vikings            | 36         | 22         | 2          | 12         | 475    | 210    | 46     |
| 9    | Wigan Warriors            | 36         | 22         | 1          | 13         | 478    | 329    | 45     |
| 10   | Wakefield Trinity         | 36         | 21         | 3          | 12         | 476    | 346    | 45     |
| 11   | Oldham RLFC               | 36         | 21         | 2          | 13         | 392    | 276    | 44     |
| 12   | Bradford Northern         | 36         | 20         | 4          | 12         | 439    | 355    | 44     |
| 13   | Hull FC                   | 36         | 19         | 3          | 14         | 479    | 364    | 41     |
| 14   | Halifax RLFC              | 36         | 19         | 2          | 15         | 531    | 393    | 40     |
| 15   | Batley Bulldogs           | 36         | 17         | 2          | 17         | 392    | 367    | 36     |
| 16   | Keighley Cougars          | 36         | 17         | 2          | 17         | 267    | 318    | 36     |
| 17   | Liverpool Stanley         | 36         | 17         | 1          | 18         | 284    | 324    | 35     |
| 18   | York FC                   | 36         | 15         | 5          | 16         | 381    | 492    | 35     |
| 19   | Broughton Rangers         | 36         | 16         | 2          | 18         | 394    | 413    | 34     |
| 20   | Dewsbury Rams             | 36         | 15         | 1          | 20         | 388    | 407    | 31     |
| 21   | St Helens RFC             | 36         | 14         | 3          | 19         | 370    | 476    | 31     |
| 22   | St Helens Recreation RLFC | 36         | 15         | 1          | 20         | 353    | 471    | 31     |
| 23   | Huddersfield Giants       | 36         | 14         | 1          | 21         | 499    | 502    | 29     |
| 24   | Hull Kingston Rovers      | 36         | 13         | 1          | 22         | 354    | 476    | 27     |
| 25   | Rochdale Hornets          | 36         | 9          | 1          | 26         | 338    | 567    | 19     |
| 26   | Featherstone Rovers       | 36         | 8          | 2          | 26         | 311    | 606    | 18     |
| 27   | Leigh Centurions          | 36         | 7          | 3          | 26         | 203    | 597    | 17     |
| 28   | Newcastle RLFC            | 36         | 2          | 4          | 30         | 206    | 750    | 8      |
| 29   | Bramley RLFC              | 36         | 2          | 2          | 32         | 221    | 643    | 6      |

|  | Clasificados a postemporada. |

### Postemporada

#### Semifinal
| 23 de abril de 1938 | Hunslet FC | 13 - 7 | Barrow Raiders |  |  |

| 25 de abril de 1938 | Leeds Rhinos | 5 - 2 | Swinton Lions |  |  |

#### Final
| 30 de abril de 1938 | Hunslet FC | 8 - 2 | Leeds Rhinos | Elland Road, Leeds |  |

| Bandera de Inglaterra |
| Campeón Hunslet FC    |
| Segundo título        |